# Algonquins de Pikwàkanagàn
Les Algonquins de Pikwàkanagàn (en anglais : Algonquins of Pikwakanagan First Nation) est une Première Nation algonquine de l'Ontario, au Canada. Leur territoire est constitué de la réserve de Pikwàkanagàn, précisément située dans l'ancien canton de South Algona (qui fait maintenant partie de la Bonnechere Valley) dans la vallée de l'Outaouais sur le lac Golden, tout juste au sud de la localité de Golden Lake.
En 2008, la population enregistrée de la Première Nation est de 1 992 personnes, dont 406 personnes vivent sur leur propre réserve.
Le nom Pikwàkanagàn vient de l'algonquin, signifiant « pays vallonné [couvert] de conifères » ou simplement « endroit vallonné ».

## Histoire
En septembre 1856, cinq familles demandent au Gouverneur général une concession de 81 hectares de terres par famille depuis que leurs terrains de chasse ont été ouverts à la colonisation et à la vente. Leur demande se voit refusée. Cependant, le 17 septembre 1873, les Algonquins de Pikwàkanagàn reçoivent finalement un total de 632 hectares, qui devient par la suite la réserve de Pikwàkanagàn.

## Gouvernance

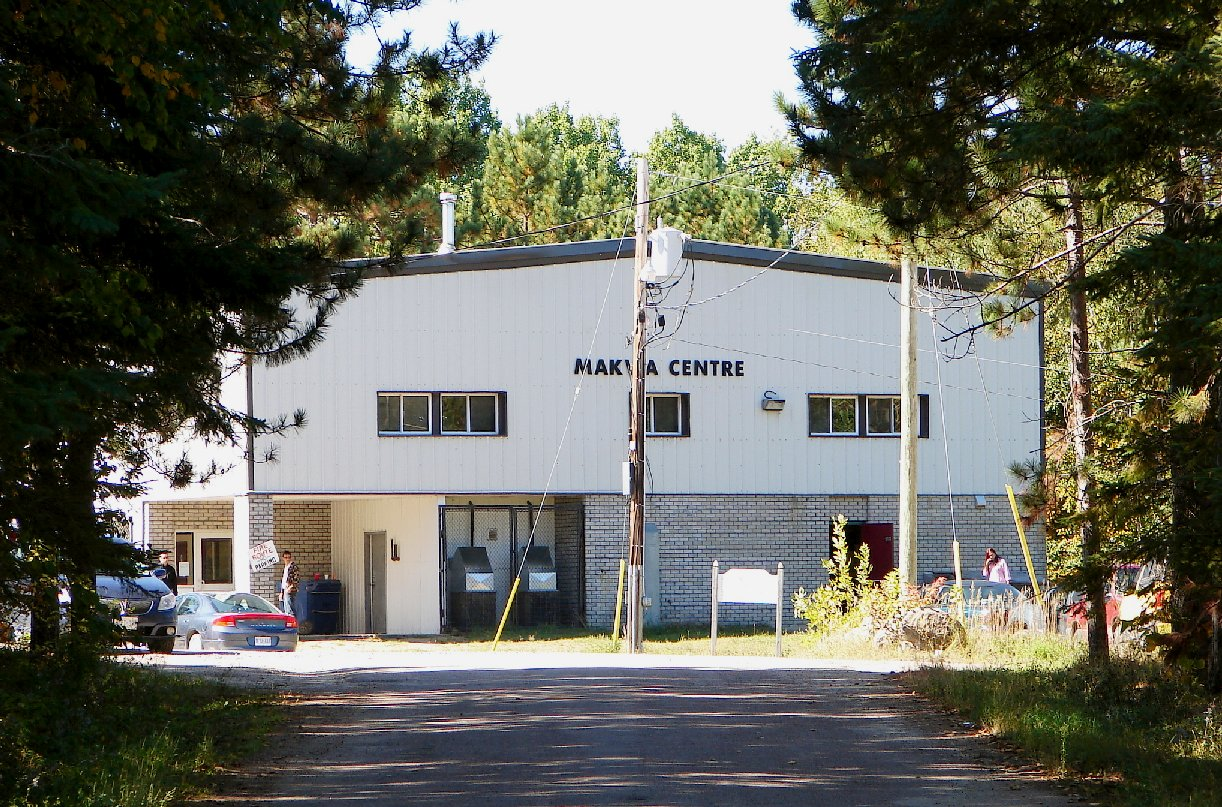
Le centre communautaire.

La Première nation est gouvernée selon un système électoral coutumier, composé d'un chef et de six conseillers. Ils sont élus pour une durée de trois ans. Pour le mandat 2020-2023, la chef actuelle est Wendy Jocko et les conseillers sont Jim Meness, Dan Kohoko, Merv Sarazin, Steven Benoit, Barbara Sarazin et Angelina Commanda.
Le conseil est un membre indépendant de la Nation Anishnabek, une organisation politique représentant de nombreuses Premières Nations qui ne sont pas situées dans l'extrême nord de l' Ontario.

## Réserve

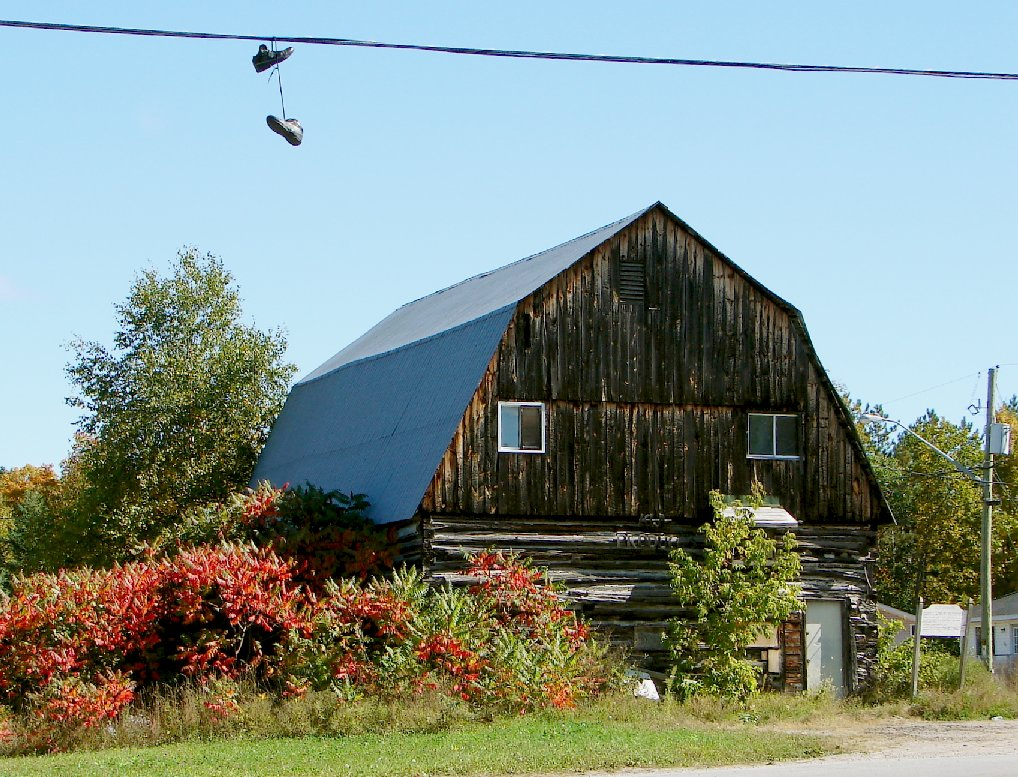
La menuiserie Kiji, anciennement connue sous le nom de Meness Family Farm, elle sert aujourd'hui d'atelier pour les cours de menuiserie.

La Première Nation est établie sur la réserve indienne de Pikwàkanagàn, anciennement connue sous le nom de réserve indienne de Golden Lake 39. Leur réserve de 688,8 hectares est adjacente au hameau de Golden Lake qui est situé entre les villages de Killaloe et Eganville, à environ 40 kilomètres au sud de Pembroke. La réserve est située sur les rives sud du lac Golden et de la rivière Bonnechère.
Leur réserve est la seule réserve enregistrée située en Ontario entièrement algonquine, les autres étant situées au Québec. Il s'agit également de l'une des seules réserves indiennes de l'est ontarien, avec celles d'Akwesasne et de Tyendinaga.